# 长安联盟
长安联盟是中华人民共和国陕西省西安市五所高校组成的大学联盟，成立于2017年，包括陕西师范大学、西北大学、西安外国语大学、西北政法大学、西安邮电大学，学生总数超过10万。
五校新校区相邻，学科各有优势，五校学生可以跨校选修学分、攻读辅修专业，亦可共享各校的教学资源和教师资源。

## 沿革
2015年10月，西北政法大学、西安外国语大学、西安邮电大学筹建“长安联盟”。而后两所211工程高校陕西师范大学、西北大学受陕西省委高教工委、陕西省教育厅之邀加入。2016年，五所联盟高校经协商制定“长安联盟”合作框架协议。
2017年5月17日，陕西师范大学、西北大学、西安外国语大学、西北政法大学、西安邮电大学在陕西宾馆举行了“长安联盟”成立大会暨合作协议签约仪式。

## 列表
- 陕西师范大学
- 西北大学
- 西安外国语大学
- 西北政法大学
- 西安邮电大学

## 交通
西安市内616路公交正好穿过5所大学。